# Igor Matlachow
Igor Matlachow (russisch Игорь Матлахов, engl. Transkription Igor Matlakhov; * 20. Oktober 1987 in Mahiljou) ist ein belarussischer Biathlet.
Igor Matlachow ist Student und lebt in Mahiljou. Er startet für Dinamo Mahiljou und wird von den Trainern Perepechkin und Kozlov betreut. 2000 begann er mit dem Biathlonsport und gehört seit 2006 dem Nationalkader von Belarus an. Seit 2004 nahm er an Rennen des Biathlon-Europacups der Junioren teil. In Kontiolahti trat der Belarusse 2005 erstmals bei Juniorenweltmeisterschaften an und belegte den 53. Platz im Sprint, das Verfolgungsrennen beendete er nicht. Im folgenden Jahr nahm Matlachow an den Junioren-Biathlon-Europameisterschaften 2006 in Langdorf teil und wurde dort Siebter im Einzel, 23. im Sprint, 15. der Verfolgung und Staffel-Sechster. Es folgte die Teilnahme an den Juniorenwettbewerben der Sommerbiathlon-Weltmeisterschaften 2006 in Ufa. Der Belarusse wurde in den Wettbewerben im Crosslauf Elfter im Sprint und gewann mit Iryna Babezkaja, Nadseja Skardsina und Wadsim Zwetau als Schlussläufer der Staffel die Bronzemedaille hinter den Mannschaften aus Russland und der Ukraine. 2007 nahm er zum zweiten Mal an einer Junioren-WM teil. In Martell erreichte er die Ränge 44 im Einzel, 56 im Sprint und 45 in der Verfolgung, mit der Staffel wurde er zudem Neunter. zur letzten internationalen Meisterschaft bei den Junioren wurden die Biathlon-Europameisterschaften 2007 in Bansko, bei denen Matlachow Siebter im Einzel wurde, hinter Dominik Landertinger und Anton Schipulin die Bronzemedaille im Sprint gewann, im Verfolgungsrennen auf den elften Platz zurückfiel und eine weitere Medaille mit der Staffel als Viertplatzierter knapp verpasste.
Seine erste internationale Meisterschaft bei den Männern lief Matlachow bei den Sommerbiathlon-Europameisterschaften 2009 in Nové Město na Moravě. Im Sprint lief er auf den 34. Platz, mit Iryna Babezkaja, Hanna Zwetawa und Wadsim Zwetau verpasste er als Viertplatzierter mit der Staffel knapp, um vier Sekunden, eine Medaille gegen Tschechien.